# Nagy Balázs Krisztián
Nagy Balázs Krisztián (Budapest, 1977. november 11. –) magyar zenész, dalszövegíró, dalszerző.

## Életpálya
14 éves kora körül kezdett el gitározni és ekkortájt álltak össze gyermekvasutas barátaival feldolgozásokat és saját dalokat előadni Plágium néven. Első koncertjét 1998. február 13-án adja a Józsefvárosi Klubban a több névváltozaton átesett, de hamarosan Negyvenkettőre keresztelt zenekar első felállásával. Az együttes ezután többféle felállásban koncertezett, majd 2017-ben adta ki első kislemezét a Semmi című dallal.
A Negyvenkettő életében a 2005-ös fesztiválszezon után hosszabb szünet következett, ekkortájt az R. Nagy Csilla vezette Trafik zenekarban gitározott, majd 2010-ben megalapította Vörösfenyő nevű kísérleti akusztikus formációját. Az új zenekar a gitár mellett először két fúvóssal és egy ütőssel működött, majd a gitár, hegedű, cajon lett a végleges fölállás.
2013-tól a Cabaret Medranóban is gitározik.
2017 tavaszától 2019 nyaráig Kovács (Indigó) Pista zenekarában, az Indigó Utcában volt szólógitáros.
A zene és a dalszövegírás mellett képzőművészettel is foglalkozik. Több csoportos kiállításon voltak láthatóak concept art művei.

### Zenekarok
- Negyvenkettő (1996– gitár, ének)
- Trafik (2003–2010 gitár, vokál)
- Vörösfenyő (2010– gitár, ének)
- Cabaret Medrano (2013– gitár)
- Indigó Utca (2017–2019 gitár)

### Diszkográfia
- Gárdonyi, a költő (válogatáslemez, 2 Vörösfenyő dal: gitár, ének – 2013)[5]
- Malacka és a Tahó: Malachúsz (Ha felmegyünk az űrbe: ének – 2016)[6]
- Negyvenkettő: Járat a Holdra (EP: gitárok, ének, basszusgitár – 2018)[7]
- Indigó Utca: Labirintus (kislemez: gitár – 2019)[8]
- Trafik: Délkelet (kislemez: gitárok, vokál – 2020)[9]
- Negyvenkettő: Félkész dal (kislemez: gitárok – 2021)[10]
- Negyvenkettő: Másodosztály (kislemez: gitárok, ének – 2022)[11]
- Cabaret Medrano: Hőség a gangon (kislemez: gitár – 2024)[12]
- Cabaret Medrano: Félszemű macska (kislemez: gitár – 2025)[13]
- Vörösfenyő: Gárdonyi (kislemez: gitár, ének – 2025)[14]

## Egyéb szereplései, funkciói
1989-ben tagja volt a Magyar Televízió Kölyökidő című népszerű ifjúsági sorozata kezdőcsapatának.

2002-től szerkesztője majd főszerkesztője volt a Kaleidoskop.hu online kulturális magazinnak, valamint az újság rádiós verziójának a Civil Rádióban.